# Amor y Dolor (escultura)
L'escultura urbana coneguda pel nom Amor y Dolor, ubicada al passeig o de "los Álamos" (Campo de San Francisco), a la ciutat d'Oviedo, Principat d'Astúries, Espanya, és una de les més d'un centenar que adornen els carrers de l'esmentada ciutat espanyola.
El paisatge urbà d'aquesta ciutat, es veu adornat per obres escultòriques, generalment monuments commemoratius dedicats a personatges d'especial rellevància en un primer moment, i més purament artístiques des de finals del segle xx.
L'escultura, feta de pedra, és obra de Víctor Hevia, amb intervencions del marbrista Cabal i està datada el 22 de setembre de 1925.
Realment les escultures són dues còpies que l'autor va dur a terme de part del monument als herois de la guerra del Francès (encarregada per Ajuntament de Tarragona, en memòria dels defensors de la ciutat del setge del general Suchet, a 1811), que l'escultor Julio Antonio va fer per Tarragona, després de guanyar el concurs en 1911 amb el seu segon projecte. Les escultures foren pagades i després donades a l'Ajuntament d'Oviedo per qui en aquell moment era Regidor de Parcs i Jardins, el marqués de Rodriga.
Les estàtues flanquegen i adornen les escales d'accés al que era aleshores el Paseo de Francia des del Paseo de los Álamos al Campo de San Francisco.